# Syzeuctus canis
Syzeuctus canis är en stekelart som beskrevs av André Seyrig 1932. Syzeuctus canis ingår i släktet Syzeuctus och familjen brokparasitsteklar. Inga underarter finns listade i Catalogue of Life.